# Idaea fylloidaria
Idaea fylloidaria är en fjärilsart som beskrevs av Swinhoe 1904. Idaea fylloidaria ingår i släktet Idaea och familjen mätare. Inga underarter finns listade i Catalogue of Life.